# La Haye-Bellefond
La Haye-Bellefond ist eine französische Gemeinde mit 67 Einwohnern (Stand 1. Januar 2022) im Département Manche in der Region Normandie. Sie gehört zum Arrondissement Saint-Lô und zum Kanton Villedieu-les-Poêles-Rouffigny. 
Nachbargemeinden sind Bourgvallées im Nordwesten, Moyon Villages mit Moyon im Nordosten, Villebaudon im Südosten, Maupertuis im Süden und Le Guislain im Südwesten.

## Bevölkerungsentwicklung

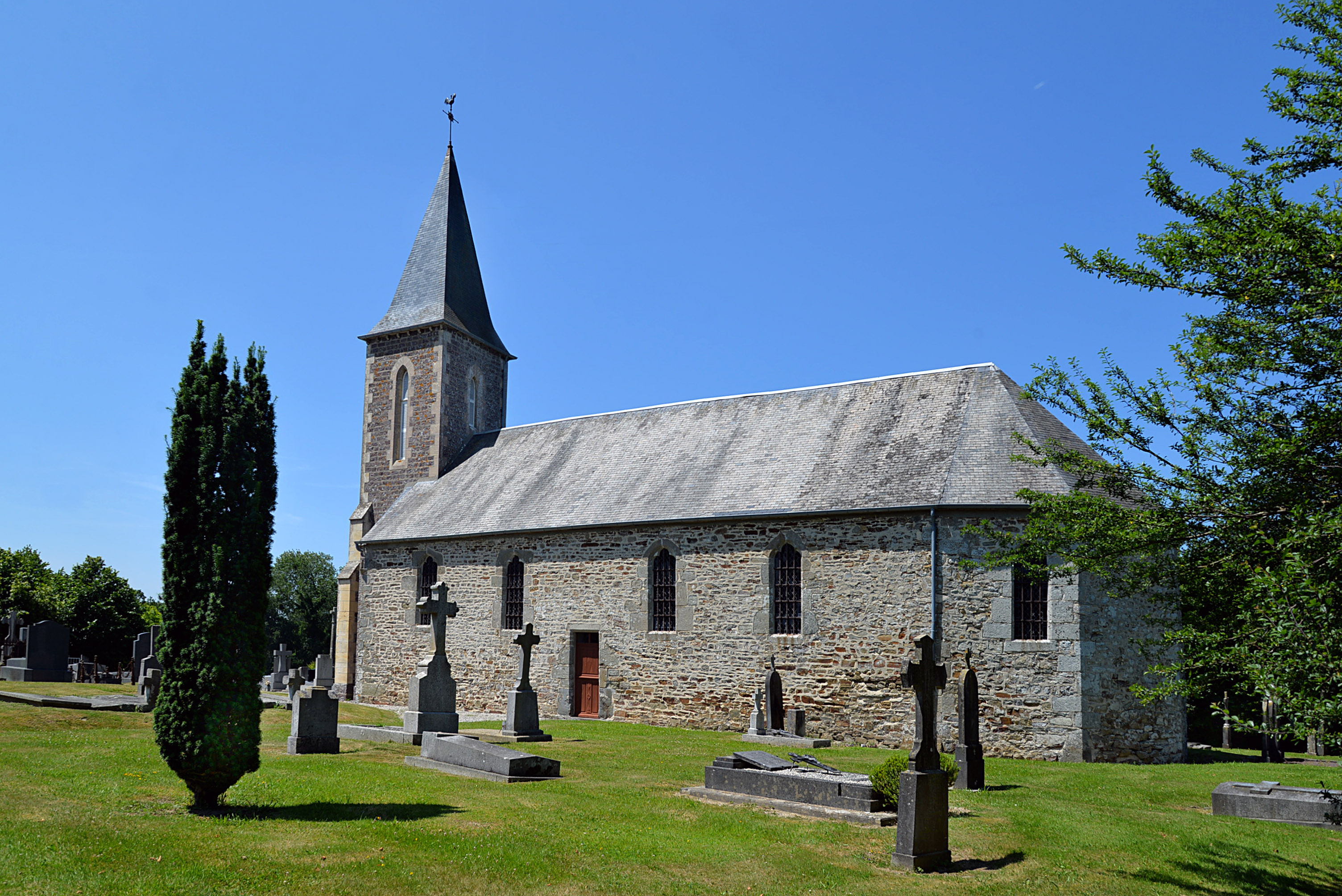
Kirche Saint-Nicolas

| Jahr      | 1962 | 1968 | 1975 | 1982 | 1990 | 1999 | 2008 | 2018 |
| --------- | ---- | ---- | ---- | ---- | ---- | ---- | ---- | ---- |
| Einwohner | 136  | 128  | 102  | 75   | 62   | 69   | 74   | 80   |